# Domestic Disturbance
Domestic Disturbance är en amerikansk thrillerfilm från 2001 i regi av Harold Becker, med John Travolta, Vince Vaughn, Teri Polo och Matt O'Leary i rollerna.

## Handling
Susan Morrison (Teri Polo) har nyss skilt sig från sin man Frank (John Travolta). Hon ska snart gifta sig med den yngre och rikare Rick Barnes (Vince Vaughn). När Franks och Susans son Danny (Matt O'Leary) berättar för Frank att han sett Ricky mörda en man (Steve Buscemi) förstår Frank att han måste lyssna på sin son och göra något åt situationen.

## Rollista
| John Travolta         | – Frank Morrison     |
| Vince Vaughn          | – Rick Barnes        |
| Teri Polo             | – Susan              |
| Matt O'Leary          | – Danny Morrison     |
| Steve Buscemi         | – Ray Coleman        |
| James Lashly          | – Jason              |
| Rebecca Tilney        | – Laurie             |
| Debra Mooney          | – Theresa            |
| Leland L. Jones       | – Coach Mark         |
| Ruben Santiago-Hudson | – Sgt. Edgar Stevens |
| Susan Floyd           | – Diane              |
| William Parry         | – Don Patterson      |